# Davidson megye (Tennessee)
Davidson megye az Amerikai Egyesült Államokban, azon belül Tennessee államban található. Megyeszékhelye és legnagyobb városa Nashville. Lakosainak száma 715 884 fő (2020. április 1.). Davidson megye Robertson, Sumner, Wilson, Rutherford, Williamson és Cheatham megyékkel határos.

## Népesség
A megye népességének változása:
| Lakosok száma | 627 957 | 635 606 | 648 801 | 658 602 | 678 889 | 715 884 |
|               | 2010    | 2011    | 2012    | 2013    | 2015    | 2020    |